# Ottleya oroboides
Ottleya oroboides är en ärtväxtart som först beskrevs av Carl Sigismund Kunth, och fick sitt nu gällande namn av Dmitry Dmitrievich Sokoloff. Ottleya oroboides ingår i släktet Ottleya och familjen ärtväxter. Inga underarter finns listade i Catalogue of Life.